# Mete Gazoz
Mete Gazoz (Istanboel, 8 juni 1999) is een Turks boogschutter.

## Carrière
Gazoz maakte zijn internationale debuut in 2013. Hij wist verschillende keren op podia te staan van jeugdwereldkampioenschappen en won enkele toernooien in de World Cup. In 2016 nam hij deel aan de Olympische Spelen in Rio de Janeiro, hij verloor in de tweede ronde van de Nederlander Sjef van den Berg. In 2018 won hij de world cup in Berlijn. In 2019 prolongeerde hij zijn individuele titel in Berlijn en won hij daar ook goud met zijn team uit Turkije.
Op de Middellandse Zeespelen van 2018 in Tarragona veroverde hij de gouden medaille op de Recurve individueel.

## Erelijst

### Olympische Spelen
- 2021:  Tokio (individueel)

### Middellandse Zeespelen
- 2018:  Tarragona (individueel)

### World Cup
- 2018:  Shanghai (gemengd)
- 2018:  Antalya (gemengd)
- 2018:  Berlijn (gemengd)
- 2018:  Berlijn (individueel)
- 2018:  Samsun (finale gemengd)
- 2019:  Shanghai (gemengd)
- 2019:  Shanghai (team)
- 2019:  Antalya (gemengd)
- 2019:  Antalya (individueel)
- 2019:  Berlijn (team)
- 2019:  Berlijn (individueel)

1904: George Bryant ·
1908: William Dod ·
1972: John Williams ·
1976: Darrell Pace ·
1980: Tomi Poikolainen ·
1984: Darrell Pace ·
1988: Jay Barrs ·
1992: Sébastien Flute ·
1996: Justin Huish ·
2000: Simon Fairweather ·
2004: Marco Galiazzo ·
2008: Viktor Roeban ·
2012: Oh Jin-hyek ·
2016: Ku Bon-chan ·
2020: Mete Gazoz ·
2024: Kim Woo-jin